# Леон, Педро
Пе́дро Лео́н Са́нчес Хиль (исп. Pedro León Sánchez Gil; 24 ноября 1986, Мула, Испания) — испанский футболист, полузащитник испанского клуба «Реал Мурсия».

## Карьера
Первым профессиональным клубом Педро стал «Реал Мурсия», в котором он оказался в возрасте 17 лет.
Габи Корреа, бывший игрок, а в то время тренер молодёжной команды «Мурсии» отмечал у молодого футболиста такое качество, как хорошее владение мячом.
15 января 2005 года Педро Леон дебютировал во втором дивизионе, выйдя на замену на 77-й минуте в гостевом матче против «Лериды». Всего в сезоне 2004/05 молодой футболист сыграл 7 матчей и запомнился болельщикам благодаря голу, забитому им в ворота принципиального соперника — клуба «Сьюдад де Мурсия». К сезону 2006/07 Педро закрепился в основном составе своего клуба.
В январе 2007 года был вызван Иньяки Саэсом в молодёжную сборную Испании на товарищеский матч против англичан.
Летом 2007 года подписал контракт на сумму 2,5 миллиона евро с «Леванте». 1 сентября 2008 года подписал контракт на 4 сезона с «Вальядолидом».
25 марта 2009 года вновь был вызван в молодёжную сборную на товарищеский матч против Швеции.
26 августа 2009 года Педро Леон подписал пятилетний контракт с «Хетафе», где и провёл сезон. По некоторым данным к полузащитнику проявляли интерес «Милан», «Тоттенхэм Хотспур», «Манчестер Сити» и «Сток Сити».
В июле было объявлено, что новым клубом Педро Леона стал мадридский «Реал». В своём первом сезоне в мадридском клубе полузащитник сыграл в различных турнирах 14 матчей и забил 2 гола.
4 июня 2013 года было объявлено о трансфере игрока в «Хетафе».
5 июля 2016 подписал контракт с "Эйбаром".

## Семья
Брат — Луис Леон Санчес — профессиональный велогонщик, многократный победитель чемпионатов Испании и этапов Тур де Франс.